# Milan Hosseini
Milan Hosseini (* 18. Juli 2001 in Heilbronn) ist ein deutscher Kunstturner, der das Turnen bei seinem Heimatverein TG Böckingen gelernt hat. Mit 14 Jahren wechselte er an den Bundesstützpunkt nach Berlin.
Milan Hosseini wurde 2022 deutscher Meister im Bodenturnen. Bei den Turn-Europameisterschaften 2023 in Antalya gewann er mit 14,200 Punkten die Bronzemedaille im Bodenturnen. Hierbei erreichte Hosseini die gleiche Punktzahl wie der Brite Harry Hepworth, aufgrund seiner besseren Ausführung konnte er sich jedoch vor Hepworth den dritten Rang sichern. Zudem sammelte er zahlreiche Medaillen bei renommierten internationalen Wettkämpfen, wie dem EnBW DTB-Pokal sowie dem Turnier der Meister in Cottbus. Im Jahr 2018 wurde Hosseini deutscher Jugendmeister am Boden.
2024 wurde Milan Hosseini vom Deutschen Turner-Bund als Ersatzturner für die Olympischen Spiele in Paris nominiert, kam dort aber nicht zum Einsatz.
In der Deutschen Turnliga turnt Milan Hosseini seit 2018 für den TuS Vinnhorst, mit dem er 2021 und 2022 Deutscher Mannschaftsmeister wurde. Zur Saison 2025 wechselt er zum amtierenden Meister KTV Straubenhardt.
Seit April 2023 ist der geborene Heilbronner als Sportsoldat bei der Sportfördergruppe der Bundeswehr angestellt. 

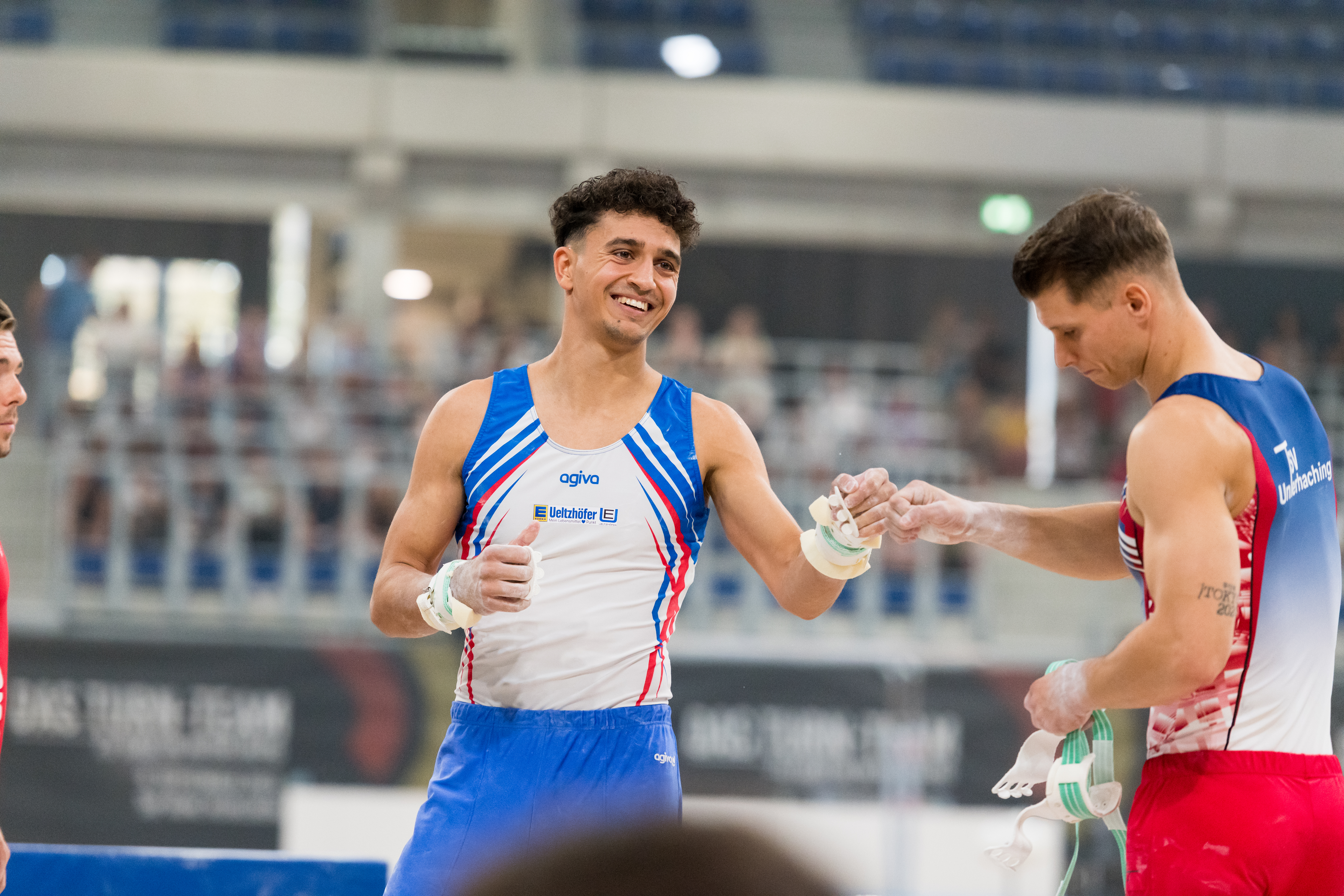
Milan Hosseini (links) mit Lukas Dauser bei der WM-Qualifikation im September 2023.

## Belege
1. 1 2  Steckbrief von Milan Hosseini. dtb.de, abgerufen am 2. Mai 2023.
2. ↑  https://www.europeangymnastics.com/event/2023-european-championships-artistic-gymnastics/results Ergebnisse der Turn-EM 2023 auf der Website des Wettbewerbs, abgerufen am 2. Mai 2023
3. ↑  Ralf Scherlinzky: Milan Hosseini: Als Zuschauer nach Paris. In: sportheilbronn Magazin. 6. August 2024, abgerufen am 19. Oktober 2024 (deutsch).
4. ↑  https://www.deutsche-turnliga.de/vereine/kader.html?ID=32&LigaID=679 Kader des TuS Vinnhorst auf der Website der Deutschen Turnliga, abgerufen am 2. Mai 2023

| Personendaten    | Personendaten         |
| ---------------- | --------------------- |
| NAME             | Hosseini, Milan       |
| KURZBESCHREIBUNG | deutscher Kunstturner |
| GEBURTSDATUM     | 18. Juli 2001         |
| GEBURTSORT       | Heilbronn             |